# Carlo Cifalà
Carlo Cifalà (Messina, 14 febbraio 1948) è un giocatore di biliardo italiano.
Definito da molti un vero fuoriclasse oltre che uno tra i maggiori giocatori italiano della storia del biliardo 5 birilli, per carattere, caratteristiche tecniche e fantasia. È stato vincitore di innumerevoli titoli italiani, due volte campione europeo, una volta campione del mondo e due volte vice campione del mondo. Attivo nel mondo del biliardo, gareggia ancora ad alti livelli

## Biografia
L'esordio di Carlo Cifalà nel biliardo agonistico avviene nella specialità della carambola. Successivamente si dedica alla specialità dei cinque birilli mettendo in evidenza notevole personalità nell'interpretazione del gioco. Il suo è infatti un gioco spesso fantasioso e spettacolare dove riesce contemporaneamente a curare la parte della difesa, concedendo ben poco spazio al gioco degli avversari. Nel 1987 è stato Campione del mondo nella specialità Cinque birilli.

## Palmarès
I principali risultati:
- 1980 Campione italiano 5 birilli, sia nell'individuale che nel doppio (Sandri)
- 1982 Campione italiano 5 birilli, sia nell'individuale che nel doppio (Sandri)
- 1983 Vice campione del Mondo 5 birilli
- 1983 Campione italiano 5 birillii
- 1986 Campione italiano 5 birilli
- 1986 Campione italiano assoluto a coppie 5 birilli (Sessa)
- 1986 Campione europeo 5 birilli a Sanremo
- 1987 Campione italiano 5 birilli
- 1987 Campione del mondo specialità Italiana 5 birilli (Milano, finale contro Nestor Gomez)
- 1988 Campione europeo 5 birilli a Basilea
- 1989 Vice campione del mondo 5 birilli
- 2001 Campione italiano categoria "Professionisti"
- 2010 Campionato italiano a Squadre  (Saint-Vincent)
- 2010 Campionato europeo per nazioni a Squadre
- 2011 Campionato italiano a Squadre  (Saint-Vincent)
- 2012 Campionato italiano a Squadre  (Saint-Vincent)
- 2013 Campionato italiano a Squadre  (Saint-Vincent)

## BTP
Vittorie complessive nel circuito 
- 1 Stagione 2009/2010 (Napoli)